# تفسور
تفسور (به عربی: تفسور) یک شهرداری در الجزایر است که در استان سیدی بلعباس واقع شده‌است.